# Gene Tierney
Gene Eliza Tierney (født 19. november 1920, død 6. november 1991) var en amerikansk teater,- tv- og filmskuespiller. Hun blev nomineret til en Oscar for bedste kvindelige hovedrolle, for sin præstation i Lad himlen dømme. Senere i sin karriere skrev hun også en ærlig og afslørende selvbiografi med titlen Self Portrait.

## Biografi

### Opvækst
Gene Tierney var datter af en succesrig børsmægler. Hun modtog sin uddannelse på eksklusive privatskoler i Connecticut og Schweiz. Da hun fortalte sin far, at hun drømte om at blive en skuespiller, dannede han en familievirksomhed for at lancere sin datter. Hun lavede Broadway-debut i 1939, hvor hun blev opdaget af filmproducenten Darryl F. Zanuck, der underskrev en filmkontrakt med hende. Tierney gjorde filmdebut i 1940 i Frank James vender tilbage. 

### Karriere
Berømt for hendes høje kindben, grønne øjne og eksotisk skønhed spillede hun ofte bløde og venlige sociale piger. Hun var en af Hollywoods mest populære stjerner i 1940'erne, og en af hendes mest mindeværdige roller er titelrollen i Laura fra 1944.
I 1941 giftede hun sig med designeren Oleg Cassini. De led et personlig tragedie to år senere, da deres datter blev født mentalt retarderet som følge af Tierney var syg med røde hunde under graviditeten. Nogen tid senere hørte Tierney fra en kvindelig beundrer fra Marine Corps, der havde sneget sig ud af sin karantæne, da hun var smittet med røde hunde, at hun havde taget chancen for at møde Tierney på Hollywood Canteen og dermed have smittet hende.
Tierney blev skilt fra Cassini i 1952. Hun begyndte at date Prins Aly Khan (Rita Hayworths eksmand), men hans far Aga Khan var imod ægteskabet og Aly forlod hende. Tierney blev derefter ramt af et nervøst sammenbrud og blev indlagt på hospitalet. Hun blev udskrevet efter halvandet år, men blev indlagt igen i en periode på otte måneder.
I 1960 giftede hun sig med olieproducenten W. Howard Lee (han havde tidligere været gift med skuespilleren Hedy Lamarr); de forblev gift indtil hans død i 1981.

### Senere år
I 1979 udkom hendes selvbiografi, Self Portrait. Her afslørede hun at hun havde en affære med John F. Kennedy i løbet af hans tid i den amerikanske flåde.

### Død
Hun døde 70 år gammel af emfysem. Hun har en stjerne på Hollywood Walk of Fame for sit arbejde i film på 6125 Hollywood Blvd.

## Filmografi (udvalg)[3]
- 1940 – Frank James vender tilbage
- 1941 – Tobaksvejen
- 1941 – Belle Starr
- 1941 – De 1000 lasters hus
- 1942 – China Girl
- 1943 – Himlen må vente
- 1944 – Laura
- 1945 – Lad himlen dømme
- 1946 – Dragonwyck
- 1946 – Knivens æg
- 1947 – The Ghost and Mrs. Muir
- 1948 – Jeg hader dig, elskede
- 1949 – Malstrømmen
- 1950 – Where the Sidewalk Ends
- 1950 – Nat over storbyen
- 1951 – Hvedebrødsdage
- 1951 – Ved Rivieraen
- 1951 – The Secret of Convict Lake
- 1951 – Close to My Heart
- 1952 – Rejsen mod det ukendte
- 1953 – Det begyndte i Moskva
- 1954 – I løgnens net
- 1954 – Sinuhe, ægypteren
- 1954 – General Yangs fange
- 1962 – Storm over Washington
- 1963 – Skjult begær
- 1964 – 3 piger i Madrid
- 1980 – Scruples (mini-serie)